# Rhodesiella elegantula
Rhodesiella elegantula är en tvåvingeart som först beskrevs av Becker 1911.  Rhodesiella elegantula ingår i släktet Rhodesiella och familjen fritflugor. Inga underarter finns listade i Catalogue of Life.